# سان بييترو فيرنوتيكو
سان بييترو فيرنوتيكو (بالإيطالية: San Pietro Vernotico)‏ هي بلدية في مقاطعة برينديزي في إقليم بوليا الإيطالي.

## السكان
في سنة 1861 بلغ عدد السكان 2٬424 نسمة، وتطور العدد ليصل في سنة 2011 لـ 13٬974 نسمة.
يظهر هذا المخطط البياني تطور النمو السكاني لـ سان بييترو فيرنوتيكو

## أعلام
- تياغو ألكانتارا
- باولو دي كاسترو